# Izgrzyca

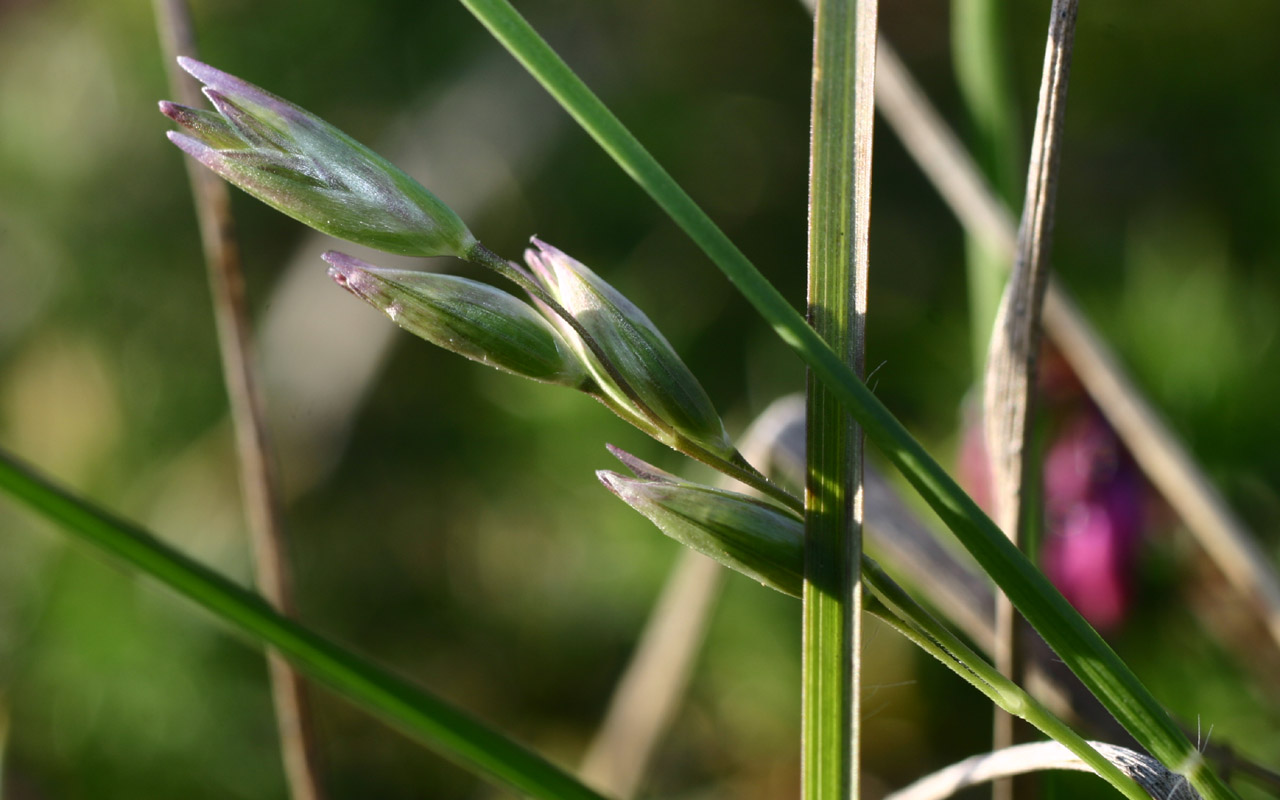
Izgrzyca przyziemna

Izgrzyca (Danthonia DC.) – rodzaj roślin należący do rodziny wiechlinowatych. Obejmuje około 20 gatunków występujących w Eurazji oraz na obu kontynentach amerykańskich. W Polsce rośnie tylko izgrzyca przyziemna (Danthonia decumbens).

## Systematyka
Synonim taksonomiczny
Merathrepta Rafinesque
Pozycja systematyczna według APweb (aktualizowany system APG IV z 2016)
Rodzaj należący do rodziny wiechlinowatych (Poaceae), rzędu wiechlinowców (Poales). W obrębie rodziny należy do podrodziny Danthonioideae, plemienia Danthonieae.
Pozycja rodzaju w systemie Reveala (1994–1999)
Gromada okrytonasienne (Magnoliophyta Cronquist), podgromada Magnoliophytina Frohne & U. Jensen ex Reveal, klasa jednoliścienne (Liliopsida Brongn.), podklasa komelinowe (Commelinidae Takht.), nadrząd Juncanae Takht., rząd wiechlinowce (Poales Small), rodzina wiechlinowate (Poaceae (R. Br.) Barnh.), podplemię Danthoniinae Fr., rodzaj izgrzyca (Danthonia DC.).
Wykaz gatunków
- Danthonia alpina Vest
- Danthonia annableae P.M.Peterson & Rúgolo
- Danthonia araucana Phil.
- Danthonia boliviensis Renvoize
- Danthonia breviseta Hack.
- Danthonia californica Bol.
- Danthonia chaseana Conert
- Danthonia chiapasensis Davidse
- Danthonia chilensis É.Desv.
- Danthonia cirrata Hack. & Arechav.
- Danthonia compressa Austin
- Danthonia decumbens (L.) DC. – izgrzyca przyziemna
- Danthonia domingensis Hack. & Pilg.1
- Danthonia holm-nielsenii Laegaard
- Danthonia intermedia Vasey
- Danthonia malacantha (Steud.) Pilg.
- Danthonia melanathera (Hack.) Bernardello
- Danthonia montevidensis Hack. & Arechav.
- Danthonia parryi Scribn.
- Danthonia rhizomata Swallen
- Danthonia rugoloana Sulekic
- Danthonia secundiflora J.Presl
- Danthonia sericea Nutt.
- Danthonia spicata (L.) Roem. & Schult.
- Danthonia unispicata (Thurb.) Munro ex Macoun